# Firewatch
Firewatch är ett förstapersons-äventyrsspel från 2016 utvecklat av Campo Santo och utgivet av Campo Santo och Panic. Det släpptes den 9 februari 2016 till Linux, Microsoft Windows, OS X och Playstation 4, samt i september 2016 till Xbox One. 
Spelet följer Henry, en volontärarbetare som håller utkik efter eldsvådor i efterdyningarna av skogsbränderna i nationalparken Yellowstone 1988. En månad efter sin första dag på jobbet börjar konstiga ting ske för både Henry och hans överordnade Delilah som hänger samman med mystiska omständigeter som ägt rum tidigare. Henry interagerar med Delilah via en walkie-talkie som spelaren använder genom att välja bland alternativ för kommunikation. Henrys samtal med Delilah avgör hur relationen utvecklas. Spelets miljö konstruerades av Jane Ng och baserades på en målning av regissören Olly Moss. Speldesignen har hämtat inspiration från reklamskyltar från National Park Service och New Deal-eran, samt efterforskning utförd i Yosemite National Park.    
Spelet fick generellt positiva recensioner där dess berättelse, figurer, dialog, spelupplägg och konststil berömdes men där slutet kritiserades. Firewatch vann utmärkelsen "Best 3D Visual Experience" vid Unity Awards 2016 och "Best Indie Game" vid 2016 års Golden Joystick Awards. I september 2016 hade spelet sålt i nästan en miljon exemplar. En film baserad på spelet är under utveckling av Campo Santo och produktionsbolaget Good Universe. 

## Spelupplägg

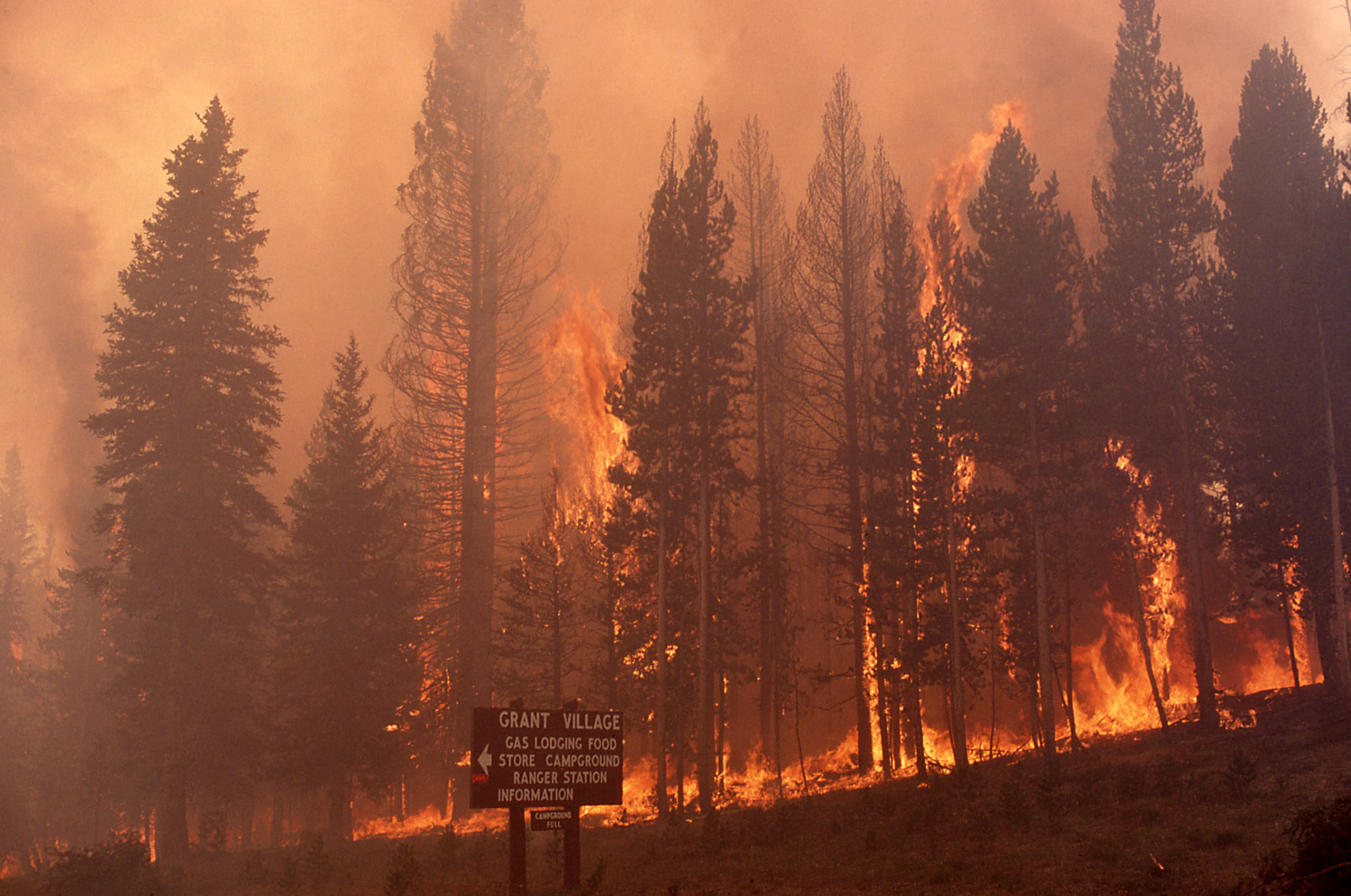
Spelet äger rum efter de omfattande bränder som drabbade Yellowstone National Park 1988. Fotografi taget av Jeff Henry den 23 juli 1988.

Firewatch utspelar sig i Wyomings vildmark 1989. Spelaren kontrollerar Henry (röst av Rich Sommer), som får jobbet som skogsvakt och stationeras i ett eget utsiktstorn i Shoshone National Forest. Genom att utforska den kringliggande omgivningen upptäcker Henry ledtrådar kring mystiska förhållanden i trakten. Dessa är relaterade till genomsökningen av hans torn som skedde under tiden han befann sig på en rutinmässig patrullering, och en figur som emellanåt tycks iaktta honom på avstånd.
Henrys enda form av kommunikation är en walkie-talkie som möjliggör kontakt mellan honom och hans chef, Delilah (röst av Cissy Jones). Spelaren kan välja mellan ett antal dialogalternativ för att interagera med henne när nya interaktiva objekt eller miljöer utforskas, eller avstå från att svara. Spelarens val påverkar relationens karaktär med Delilah. Allt eftersom historien utvecklar sig öppnas nya områden för spelaren. Spelet innehåller också en dygnscykel med dag och natt, men tiden skiftar bara om spelaren lyckas slutföra alla mål som satts för den tidsperioden.
Spelet har klassificerats inom den ibland nedsättande genren promenadsimulator.

## Utveckling
Firewatch är det första datorspelet av Campo Santo, en utvecklare baserad i San Francisco. Företaget grundades av Jake Rodkin och Sean Vanaman, tidigare verksamma på Telltale Games spel The Walking Dead, Nels Anderson, chefsdesigner på Mark of the Ninja, samt illustratören Olly Moss. Musiken komponerades av Chris Remo som också var involverad i flera andra delar av spelet. Firewatch använder spelmotorn Unity.
Utvecklingen av Firewatch började med en enkel målning av Moss. Jane Ng på Campo Santo fick i uppdrag att översätta Moss verk till 3D-miljöer samtidigt som hans stiliserade, grundläggande artistiska vision bibehölls. Moss, som tidigare främst var känd för sin grafiska design, anslöt sig till Vanaman och Rodkin och grundade Campo Santo efter att ha tillbringat många år med att jobba i periferin av spelutveckling. I skapandet av den tidigare nämnda målningen efterliknade Moss affischer från National Park Service från  New Deal-eran i både färgsättning och ikonografi. Interaktionen med walkie-talkien i Firewatch är inspirerad av spelarens relation med Atlas i BioShock, liksom dialogsystemet från The Walking Dead. Utvecklingsteamet åkte på en campingtur till Yosemite National Park för att få inspiraton till spelet. Spelet är även delvis inspirerat av Vanamans and Andersons upplevelser under uppväxten på landsbygden i Wyoming.
Firewatch är ett förstapersonsspel som spelas från Henrys perspektiv, med Delilah som enbart pratar via walkie-talkien. Valet av spelupplägg gjordes då utvecklarna hoppades undvika läppsynkning och minimera mängden av den animation som krävdes, något som var dyrt på grund av begränsade resurser och personalstyrka. Enligt Anderson skulle det vara omöjligt för utvecklarna att lägga till det i spelet.
Spelet utannonserades i mars 2014 med ett preliminärt utgivningsdatum 2015. På Game Developers Conference höll företaget i ett offentligt speltest vid sidan om huvudbyggnaden och Jane Ng, game artist, var värd för en panel som diskuterade spelets design och estetik under namnet The Art of Firewatch. I juni 2015 besökte teamet evenemanget Electronic Entertainment Expo och bekräktade att de skulle släppa spelet, som den enda konsolversionen, till Playstation 4.

## Mottagande
| Mottagande      | Mottagande               |
| Samlingsbetyg   | Samlingsbetyg            |
| Tjänst          | Betyg                    |
| --------------- | ------------------------ |
| Metacritic      | (PC) 82/100 (PS4) 76/100 |
| Recensionsbetyg |                          |
| Publikation     | Betyg                    |
| Destructoid     | 8/10                     |
| Game Informer   | 7.75/10                  |
| Gamespot        | 7/10                     |
| Gamesradar      | [ 20 ]                   |
| IGN             | 9.3/10                   |
| PC Gamer US     | 85/100                   |
| Polygon         | 8.5/10                   |
| Videogamer.com  | 8/10                     |

Firewatch fick positiv respons. Recensionssammanställningssidan Metacritic gav Microsoft Windows-versionen 82/100 baserat på 32 recensioner, och Playstation 4-versionen 76/100 baserat på 29 recensioner.
Anders Sandberg på Powergamer lyfte bland annat fram historien i spelet, röstskådespeleriet och manuset som lyckade delar. Aldin Sadikovic på Gamereactor berömde spelets design, manus och dialog, röstskådespeleri, handlingarnas betydelse och inlevelsen, medan förutsägbara partier i storyn nämndes som ett minus. Fredrik Eriksson på FZ lovordade samtalen mellan Henry och Delilah och spelvärlden, men noterade vissa nackdelar i berättargrepp.